# 钩萼草属
钩萼草属（学名：Notochaete）是唇形科下的一个属，为草本植物。该属共有钩萼草（N. hamosa）和长刺钩萼草（N. longiaristata）两种，分布于尼泊尔、锡金、不丹、印度、缅甸和中国云南西部等地。